# Atractus peruvianus
Atractus peruvianus — вид змій родини полозових (Colubridae). Ендемік Перу.

## Поширення і екологія
Atractus peruvianus відомі за типовим зразком, зібраним в Перу.